# Liste der Monuments historiques in Rambervillers
Die Liste der Monuments historiques in Rambervillers führt die Monuments historiques in der französischen Gemeinde Rambervillers auf.

## Liste der Immobilien
| Bezeichnung                              | Beschreibung | Standort                             | Kennzeichnung | Schutzstatus | Datum | Bild           |
| ---------------------------------------- | --- | ------------------------------------ | ------------- | ------------ | ----- | -------------- |
| Bischöfliche Burg                        | Turm des Torhauses, 15. Jahrhundert                                                                                       | Rue du Château (Lage)                | PA00107228    | Inscrit      | 1988  | weitere Bilder |
| Turm                                     | Rundturm der Stadtbefestigung, 1238                                                                                       | Rue Maurice-Alexandre (Lage)         | PA00107230    | Inscrit      | 1988  | weitere Bilder |
| Kirche Ste-Libaire                       | zwischen 1511 und 1564 erbaut                                                                                             | Rue de l’Église (Lage)               | PA00107229    | Classé       | 1986  | weitere Bilder |
| Hôtel de Ville                           | 1581 erbaut | 3 rue Général-Richard (Lage)         | PA00107231    | Classé       | 1900  | weitere Bilder |
| Kapelle St-Antoine                       | 1544 erbaut | Faubourg de la Chipotte (Lage)       | PA00107227    | Inscrit      | 1933  | weitere Bilder |
| Tour d’Anglemein                         | Rundturm der Stadtbefestigung, Mitte des 13. Jahrhunderts                                                                 | 13 rue du Docteur-Lardier (Lage)     | PA88000033    | Inscrit      | 2002  | weitere Bilder |
| Château des Capucins                     | Herrenhaus, ab 1785, mit Teilen des ehemaligen Kapuzinerklosters aus dem 17. und 18. Jahrhundert                          | 16 rue Alban-Fournier (Lage)         | PA88000041    | Inscrit      | 2004  | weitere Bilder |
| École du Centre                          | ehemaliges Benediktinerinnenkloster Rambervillers; 1725 erbaut                                                            | 10 rue Masson (Lage)                 | PA00135424    | Inscrit      | 1995  | weitere Bilder |
| Wohnhaus                                 | vom Anfang des 17. Jahrhunderts; einschließlich des Gartens                                                               | 64 rue Carnot (Lage)                 | PA00125545    | Inscrit      | 1993  | weitere Bilder |
| Manufacture Vosgienne des Grandes Orgues | Bürogebäude, Werkstätten und Lagerräume des Orgelbauunternehmens Jaquot-Jeanpierre, ab 1880 errichtet; mit Anschlussgleis | 1 rue du Commandant-Petitjean (Lage) | PA88000049    | Inscrit      | 2012  | weitere Bilder |

## Liste der Objekte
| Bezeichnung                                     | Beschreibung                                                                              | Standort                           | Kennzeichnung | Schutzstatus | Datum | Bild |
| ----------------------------------------------- | ----------------------------------------------------------------------------------------- | ---------------------------------- | ------------- | ------------ | ----- | ---- |
| Gemälde Porträt von Mathieu Petitdidier         | Ölfarbe auf Leinwand, vergoldeter Holzrahmen, 18. Jahrhundert                             | im Pfarrhaus (Lage)                | PM88000720    | Classé       | 1972  |      |
| Pietà                                           | Holz, farbig gefasst, 17. Jahrhundert                                                     | in der Kirche Ste-Libaire (Lage)   | PM88001705    | Inscrit      | 1991  |      |
| Pietà                                           | Stein, 16. Jahrhundert                                                                    | in der Kirche Ste-Libaire (Lage)   | PM88000711    | Classé       | 1956  |      |
| 40 Gefäße für Arzneimittel                      | Fayence, 18. Jahrhundert                                                                  | im Hôpital (Lage)                  | PM88000713    | Classé       | 1966  |      |
| Gemälde Porträt von Augustin Calmet             | Ölfarbe auf Leinwand, vergoldeter Holzrahmen, 18. Jahrhundert                             | im Pfarrhaus (Lage)                | PM88000719    | Classé       | 1972  |      |
| Drei Skulpturen einer Grablegungsgruppe         | Holz, farbig gefasst, 16. Jahrhundert; heute in der Kirche Ste-Libaire aufgestellt        | in der Chapelle du Calvaire (Lage) | PM88001125    | Classé       | 2001  |      |
| Retabel                                         | Holz, farbig gefasst, 17. Jahrhundert                                                     | in der Chapelle du Calvaire (Lage) | PM88001701    | Inscrit      | 1991  |      |
| Wandvertäfelung                                 | mit Szenen aus dem Marienleben und dem Leben des heiligen Nikolaus; Holz, 17. Jahrhundert | in der Kirche Ste-Libaire (Lage)   | PM88000707    | Classé       | 1907  |      |
| Kruzifix                                        | Holz, farbig gefasst, 18. Jahrhundert                                                     | in der Kirche Ste-Libaire (Lage)   | PM88000712    | Classé       | 1967  |      |
| 37 Gefäße für Arzneimittel                      | Fayence, 18. Jahrhundert                                                                  | im Hôpital (Lage)                  | PM88000715    | Classé       | 1966  |      |
| 29 Gefäße für Arzneimittel                      | Fayence, Ende des 18. Jahrhunderts                                                        | im Hôpital (Lage)                  | PM88000716    | Classé       | 1966  |      |
| Votivbild Notre-Dame des Ermites von Einsiedeln | aus dem 19. Jahrhundert                                                                   | in der Chapelle du Calvaire (Lage) | PM88001700    | Inscrit      | 1991  |      |
| Skulpturengruppe Zwei Apostel                   | Holz, farbig gefasst, 17. Jahrhundert                                                     | in der Chapelle du Calvaire (Lage) | PM88001697    | Inscrit      | 1991  |      |
| Skulptur einer Heiligen mit Kelch und Lanze     | Stein                                                                                     | in der Chapelle du Calvaire (Lage) | PM88001702    | Inscrit      | 1991  |      |
| Skulptur Heilige Libaria                        | Holz, farbig gefasst und vergoldet, um 1700                                               | in der Kirche Ste-Libaire (Lage)   | PM88001706    | Inscrit      | 1991  |      |
| Skulptur Madonna mit Kind und Weintraube        | Stein, vergoldet, 18. Jahrhundert                                                         | in der Kirche Ste-Libaire (Lage)   | PM88001707    | Inscrit      | 1991  |      |
| Skulptur Heilige Menna                          | Holz, farbig gefasst, um 1700                                                             | in der Chapelle du Calvaire (Lage) | PM88001698    | Inscrit      | 1991  |      |
| Gemälde Martyrium der heiligen Libaria          | Ölfarbe auf Leinwand, 1777 von François Senémont                                          | in der Kirche Ste-Libaire (Lage)   | PM88000708    | Classé       | 1907  |      |
| Skulpturengruppe Anna selbdritt                 | Stein, 15. Jahrhundert                                                                    | in der Kirche Ste-Libaire (Lage)   | PM88000710    | Classé       | 1956  |      |
| 40 Gefäße für Arzneimittel                      | Fayence, 19. Jahrhundert                                                                  | im Hôpital (Lage)                  | PM88000717    | Classé       | 1966  |      |
| Orgel                                           | Haupteintrag für                                                                          | in der Kirche Ste-Libaire (Lage)   | PM88001156    | Classé       | 1981  |      |
| Instrumentalteil der Orgel                      | 1850 von Jean-Nicolas Jeanpierre gebaut                                                   | in der Kirche Ste-Libaire (Lage)   | PM88000721    | Classé       | 1981  |      |
| Adlerpult                                       | Holz, 17. Jahrhunderts                                                                    | in der Kirche Ste-Libaire (Lage)   | PM88000706    | Classé       | 1907  |      |
| Zwei Beichtstühle                               | Holz, 18. Jahrhundert                                                                     | in der Kirche Ste-Libaire (Lage)   | PM88000709    | Classé       | 1911  |      |
| Sechs Pillendosen                               | Fayence, 18. Jahrhundert                                                                  | im Hôpital (Lage)                  | PM88000714    | Classé       | 1966  |      |
| Gemälde Porträt von Augustin Fangé              | Ölfarbe auf Leinwand, vergoldeter Holzrahmen, 18. Jahrhundert                             | im Pfarrhaus (Lage)                | PM88000718    | Classé       | 1972  |      |
| Drei Grundsteine des alten Hospitals            | Stein, 1604                                                                               | im Hôpital (Lage)                  | PM88001704    | Inscrit      | 1991  |      |
| Skulptur Heiliger Johannes                      | Holz, vergoldet, um 1700                                                                  | in der Chapelle du Calvaire (Lage) | PM88001699    | Inscrit      | 1991  |      |
| Skulptur Christus                               | Holz, 17. Jahrhundert                                                                     | in der Chapelle du Calvaire (Lage) | PM88001703    | Inscrit      | 1991  |      |